# Nitra (região)
Nitra (eslovaco: Nitrianský kraj) é uma região da Eslováquia, sua capital é a cidade de Nitra.

## Demografia
| Ano:        | 1994    | 2004    | 2014    | 2024    |
| ----------- | ------- | ------- | ------- | ------- |
| Broj ljudi: | 718 358 | 709 350 | 684 922 | 665 600 |
| Razlika:    |         | -1,25%  | -3,44%  | -2,82%  |

| Ano:               | 2023    | 2024    |
| ------------------ | ------- | ------- |
| Número de pessoas: | 668 301 | 665 600 |
| Diferença:         |         | -0,40%  |

## Distritos
|                                         |                                    |
| - Komárno - Levice - Nitra - Nové Zámky | - Topoľčany - Šaľa - Zlaté Moravce |